# La realtà, la lealtà e lo scontro
(Lou X feat. C.U.B.A. Cabbal, Attimi di gioia nel dolore)
La realtà, la lealtà e lo scontro è il terzo ed ultimo album del rapper italiano Lou X. Pubblicato nel 1998 dalla major BMG, è composto da 13 tracce prodotte da Lou X e rappate assieme al cugino C.U.B.A. Cabbal, che collabora sulla maggioranza delle tracce tra cui: Il mattino ha l'oro in bocca, Oro e acciaio, E la sagra continua e Attimi di gioia tra il dolore; oltre ad eseguire da solista il brano I numeri di Cabbal. Le basi sono dello stesso Lou X (in questo lavoro non appare DJ Disastro), il lavoro di mixaggio è affidato a Matteo "Molecola" Di Marcoberardino, l'artwork ad Enrico "MamaKiller" Cannoni.
Il disco riprende alcune tematiche dell'hardcore hip hop: Vittime e complotti e A spasso per l'impero in cui il rapper ribadisce la sua "allergia" per le divise, fino a Stati d'ansia (feat. Bibiana Carusi) sulla propria capacità di rima ed espressione a confronto degli "mc figli dei milli vanilli". Originariamente inoltre, nel disco dovevano essere presenti anche le tracce Il vero nemico e Fors'è... ma, poiché queste tracce contenevano campionamenti di Patty Pravo (rispettivamente dalle canzoni "...E tornò la primavera" e "Sentimento"), la suddetta che in un primo momento aveva autorizzato il rapper Abruzzese all'utilizzo dei campionamenti, in un secondo momento si lamentò, riferendo di "non volere che le sue canzoni facessero la propria comparsa su un disco di rap violento".
Dall'uscita del disco, l'ultimo di Lou X, non furono estratti singoli e non furono realizzati video e tour, coerentemente con la sua decisione di abbandonare nello stesso momento la carriera di musicista rap.
Nel 2015, il Management realizza una cover di Via da qua in collaborazione con i 99 Posse, in supporto alle manifestazioni contro le trivellazioni nell'Adriatico. 
Nel 2017 la Sony Music (proprietaria del catalogo dell'originaria casa discografica BMG) ha ristampato l'album nelle versioni doppio LP e CD commercializzandolo dal giorno 19 maggio. In quella stessa settimana il disco raggiunge il numero 1 nelle vendite dei vinili della classifica stilata dal FIMI.

## Tracce
1. Intro - 1'13"
2. Il mattino ha l'oro in bocca (feat. Bibiana Carusi, C.U.B.A. Cabbal - bass by Quirino Prosperi) - 4'53"
3. Vittime e complotti - 4'00"
  - Il vero nemico (brano stralciato per motivi di diritti d'autore non concessi) - 4'13''
4. A spasso per l'impero (scratches by DJ Fregno & Sonico) - 3'36"
5. Oro e acciaio (feat. C.U.B.A. Cabbal) - 5'37"
  - Fors'è... (brano stralciato per motivi di diritti d'autore non concessi) - 3'19''
6. Sulla costa (feat. C.U.B.A. Cabbal) - 5'30"
7. Danneggiatori (feat. C.U.B.A. Cabbal - scratches by DJ Fregno & Sonico)- 4'30"
8. E la sagra continua (intro by Cloro Lu Dannaggià - feat. C.U.B.A. Cabbal - scratches by DJ Fregno & Sonico) - 4'47"
9. Stati d'ansia (feat. Bibiana Carusi) - 5'53"
10. I numeri di Cabal (feat. C.U.B.A. Cabbal)- 2'20"
11. Dal profondo (feat. C.U.B.A. Cabbal) - 4'01"
12. Attimi di gioia tra il dolore (feat. C.U.B.A. Cabbal - bass by Quirino Prosperi) - 5'18"
13. Via da qua (feat. Bibiana Carusi) - 4'41"